# Lew Jerogin
Lew Michajłowicz Jerogin, ros. Лев Михайлович Ерогин (ur. ?, zm. 26 marca 1941 w Warszawie) – rosyjski wojskowy (generał), emigracyjny działacz wojskowy.
W 1901 r. ukończył 2 korpus kadetów, zaś w 1904 r. konstantynowską szkołę artyleryjską. Brał udział w I wojnie światowej. Dowodził baterią w 18 Brygadzie Artylerii, a następnie 70 Brygadzie Artylerii. W 1917 r. awansował do stopnia podpułkownika. W grudniu 1917 r. wstąpił do nowo formowanych wojsk Białych gen. Antona I. Denikina. Dowodził 3 Oficerską Baterią Artylerii. Uczestniczył w 1 Marszu Kubańskim. Objął dowództwo 3 Samodzielnej Baterii Artylerii, a następnie 1 Baterii 2 Brygady Artylerii. Pod koniec 1918 r. awansował na pułkownika. Dowodził 2 Brygadą Artylerii, zaś od poł. października 1919 r. Korniłowską Brygadą Artylerii. Krótko przed ewakuacją wojsk Białych z Krymu do Gallipoli w połowie października 1920 r., w stopniu generała majora został dowódcą Dywizji Korniłowskiej. Na emigracji zamieszkał w Bułgarii. W 1925 r. przeniósł się do Polski. Stanął na czele oddziału Rosyjskiego Związku Ogólnowojskowego (ROWS) w Warszawie. Zmarł podczas okupacji niemieckiej 26 marca 1941 r. Według części źródeł nastąpiło to w 1943 r.